# 新加坡—以色列關係
新加坡－以色列关系是以色列和新加坡之间的外交关系。两国关系一直以來都非常地友好，两国之间還有着極為密切的特殊盟友关系。具體地說，尤其是两国之間所享有的广泛而低調的安全合作，以色列和新加坡的军工企业幾乎是共同发展，两国之间並有大量的军事贸易。雖然兩國關係緊密，不過在中東以巴問題上，新加坡則會斟酌重視各方的需求。
两国于1969年5月建立了外交关系。以色列同年過去設了大使馆。新加坡位于特拉维夫雖有大使，但常驻大使居所仍然一直稱作名譽領事館，直到2022年新加坡外交部真正地成立了新加坡駐以色列大使館。

## 历史
1965年8月新加坡政府被逐出马来西亚后，由于文化上与穆斯林邻国马来西亚和印度尼西亚的緣故，新加坡与以色列都注意到了對方，因為關係很快升溫，也被比喻為亞洲以色列，之後新加坡伸手向以色列求援的時候，不久後以色列便也同意遞出橄欖枝支持，全力幫助新加坡建國，並仿效以色列国防军創造了新加坡武装部队，包括搬運其整套国民服役计划。自从1966年起，以色列派遣雅各布·「傑克」·埃拉札里上校為首的军事顾问團，以墨西哥人的偽裝，偷偷帮助新加坡成軍和練兵。直到1968年，以色列又在新加坡设立了贸易办事处，并于1968年升级为大使馆。
除了人才培訓，以色列还向新加坡提供了包括坦克和导弹在内的军事装备，但是兩國除了众所周知地是被穆斯林軍隊包圍的小政權，又都扼著兩個戰略水運航線等關鍵地帶，在接下来的30年里為了減少地緣風險，合作的相關佈局都是比較機密的，事實上，李光耀本人甚至也認可把新加坡比喻為「穆斯林海洋中的以色列」等政治言論，而鄰國倒也常見如此批判，不斷聲稱新國是東南亞的以色列。所以雖然很好地建立了初步外交聯系，但因為避免招致周遭伊斯蘭國家的異樣眼光，這使新加坡一度考慮暫時与以色列保持隱匿的关系。
1986年4月，新加坡外交部长丹那巴兰访问以色列。作为回报，以色列总统哈伊姆·赫尔佐格于1986年11月18日至19日访问了新加坡。赫尔佐格的访问引发了马来西亚和印度尼西亚政府的愤怒抗议。尽管发生了这一事件，新加坡与以色列的贸易关系继续扩大。
到1991年，以色列同新加坡的贸易总额为7900万美元的出口和4300万美元的进口。据雅各布·阿达比说，新加坡试图在阿以冲突中树立公正的形象。兩國各方面實在太過相像，並且互相與東西半球兩個主要超級大國有著豐富傳承與密集聯繫，在各種政經局勢方面以新之間令人驚訝的高度相似性，外交工作必須相對慎重的處理起來，在与以色列保持国防和经济关系的同时，新加坡也贊成通过联合国242号和338号决议，以平衡与穆斯林邻国和阿拉伯世界的关系。
2017年2月，以色列总理本雅明·内塔尼亚胡和妻子萨拉访问了新加坡。新加坡总理李显龙接待了他。在访问期间，李显龙总理发表讲话，支持以两国方案解决巴以冲突。与1986年的国事访问不同，内塔尼亚胡的出席并没有引起马来西亚和印度尼西亚的反对。内塔尼亚胡还会见了新加坡犹太社区成员，并参观了马海阿贝犹太庙。
2022年，新加坡政府表示将在以色列境内设立常驻大使馆。并于同年设馆启用，標誌兩國關係更上一層，不過在以哈衝突期間，國內的穆斯林的聲量也多少有些憂慮，故以色列雖然是新加坡的重要夥伴，但新加坡方面也仍有試圖調解族群關係的中立原則。

## 协定
2005年，新加坡国务资政吴作栋访问以色列并与以色列总理阿里埃勒·沙龙会晤期间，两国签署了一项协议，以缓解两国间的商品和投资流动。2017年2月，以色列总理本雅明·内塔尼亚胡成为30年来首位访问新加坡的以色列政府首脑。
新加坡是2012年11月29日联合国大会关于“巴勒斯坦在联合国的地位”的第67/19号决议中给予巴勒斯坦非成员观察员国地位的41个弃权国家之一，引發了爭議。新加坡国务部长马萨戈斯·祖尔基夫里在解释新加坡投弃权票的原因时表示，新加坡认为“只有符合联合国安理会第242号决议的谈判解决方案，才能为可行、长期的解决方案提供基础”，“双方拥有合法权利，共同承担责任，必须做好妥协的准备，以实现持久和平的更大利益”。

## 合作

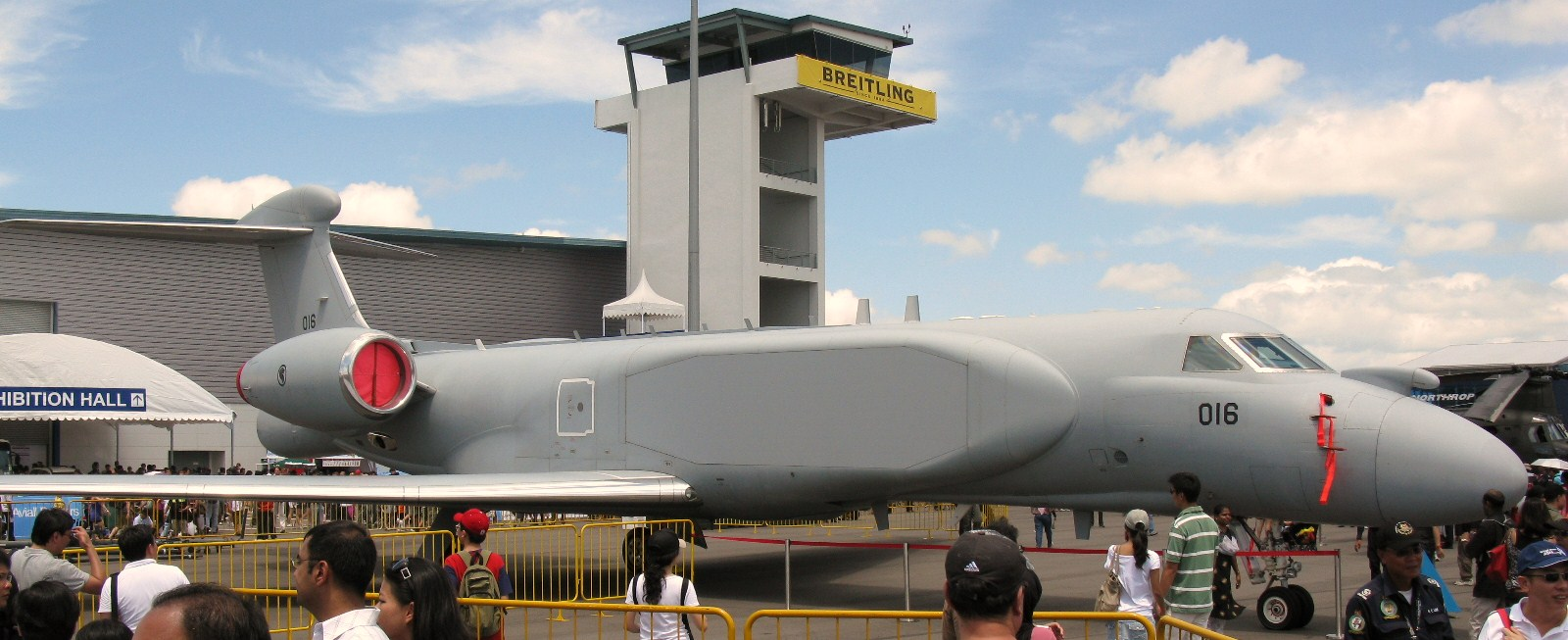
一架新加坡共和国空军G550保形空中预警(CAEW)飞机。新加坡在2007年从以色列航太工業购买了四架配备EL/W-2085传感器套件的G550。它们在2008年底交付，并在2010年底完全投入使用。

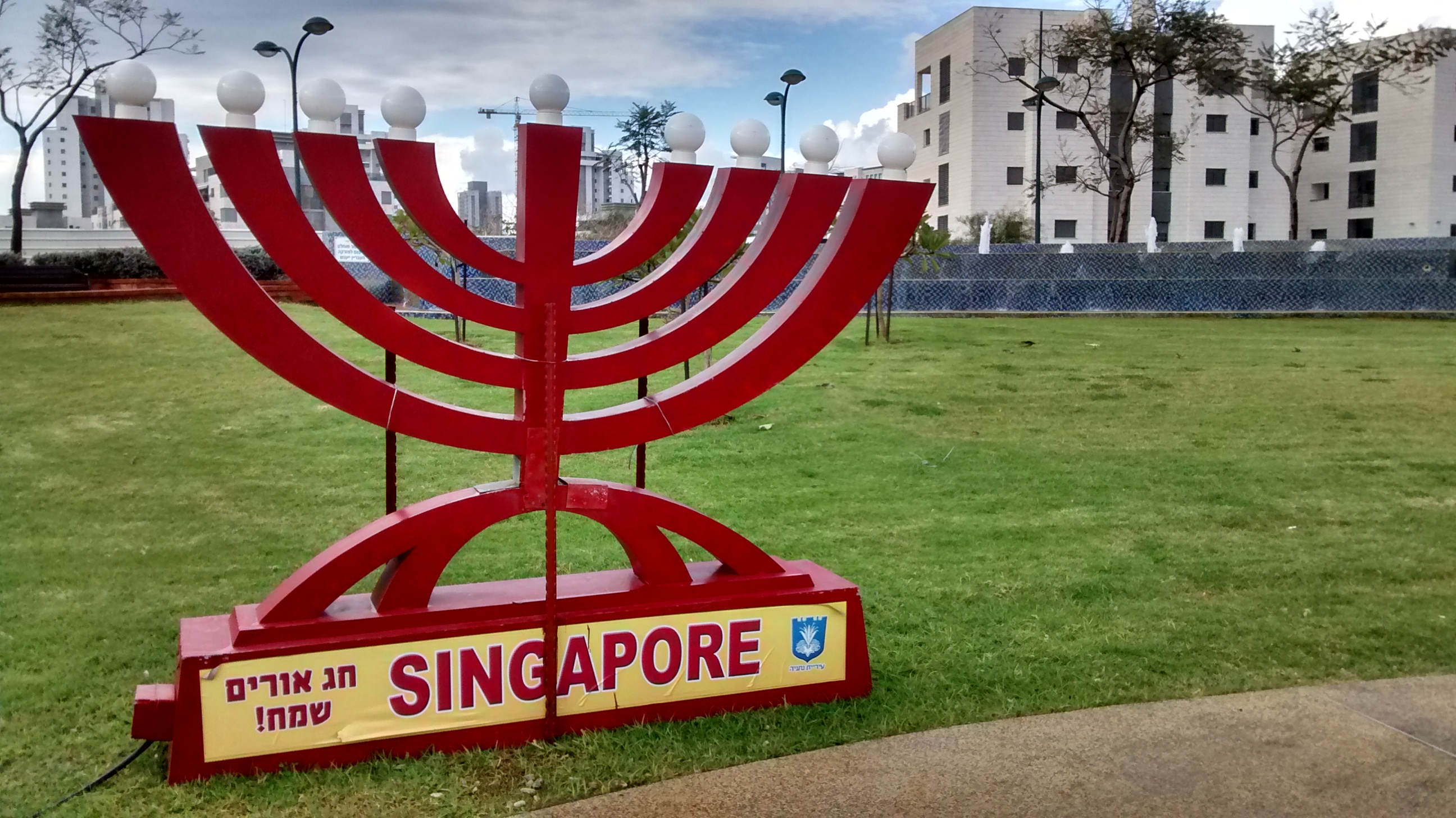
以色列内坦亚市一座纪念新加坡的光明節燈台雕像

### 社會、商业和贸易
兩國均是地理上掌握重要歐亞水道（麻六甲海峽、蘇伊士運河），又熱衷於經商致富的高所得發達國家，還有重視歷史文化教育與家庭孝道傳統等，而且同以外來多元移民為主體的社會。加上民族受到歷史上都多少受過排斥，新加坡與以色列往往互相被鄰國叫稱華人就是東南亞版的猶太人等，甚至漸漸成為一種公認的感受。當然，這樣的同樣境遇，加上東南亞飲食文化也奇特地融合，更多地相似性還會繼續體現在一般的領域，尤其都是重視高等教育的家庭育兒習俗，兩國又是擅長高科技、信息技術與工業附加值的開放經濟體，也有很多促成合作的動機。新加坡-以色列商会于1990年成立。
以色列驻新加坡大使馆和IE Singapore的数据显示，2013年，新加坡与以色列的贸易总额为19.56亿新元，较2012年增长24.6%。新加坡是以色列的净进口国，以色列向新加坡出口的主要是电气设备，而新加坡向以色列出口的主要是机械和计算机设备。

### 军事
1968年1月，在外交关系建立之前，新加坡达成协议从以色列购买72辆AMX-13坦克。到1980年代，新加坡已经获得了超过350辆这种坦克。
在20世纪60年代末新加坡武装部隊的形成时期，新加坡向经验丰富的军队寻求建议和咨询，以便在独立后形成可信的军事力量。以色列作出了回应，提供了理论和培训发展。由于同樣是在一个穆斯林占主导地位的地区的敏感性，新加坡保持了低调的合作。
多年来，以色列继续在一系列军事问题上为新加坡提供建议，从夜间行动到航空心理学。两国的国防和情报机构进行例行的信息交换，少数国防军军官在国防部任职。2012年，据报道，新加坡表示有兴趣购买几个铁穹防御系统单位，四年后交易达成。如今，两国拥有许多相同的武器平台，包括预警机、反坦克和防空导弹、飞机和监视技术。海洋系統方面也不少合作，新加坡6艘可畏級巡防艦採用以色列航太工業、新加坡新科工程合作研製的「藍矛」（Blue Spear）飛彈，在空中系统方面尤其如此。因此，以色列和新加坡空军的主要飞机类型几乎完全相同，两国都在操作F-15E、F-16、F-35、G550预警机、C-130大力神、AH64阿帕奇和M-346高级教练机。他们也操作类似的潜艇。

## 對加沙地带的表態
新加坡政府对巴勒斯坦人向以色列平民发射火箭表示关注。2009年1月，新加坡外交部在谈到加沙战争时说，“这是一个极其令人不安的事态发展”，“它只会加剧已经严重的人道主义局势。”停火后，新加坡外交部称这是一个“积极的进展”，但仍“深切关注加沙的人道主义局势，并敦促各方采取紧急措施解决这一局势”。
2014年7月，新加坡外交部也就最近三名以色列青少年在约旦河西岸被谋杀一事发表了声明。声明称:“新加坡强烈谴责2014年6月12日被绑架的三名以色列青少年被杀害的事件。我们向受害者家属和以色列人民表示最深切的哀悼。必须迅速将犯下这种令人发指罪行的人绳之以法”。
在2014年的以加冲突中，新加坡外交部长尚穆加姆说，巴勒斯坦激进组织哈马斯“故意利用平民作为肉盾”，应该对2014年7月15日埃及提出的停火提议负责。在对议会发表的同一次讲话中，他还说，哈马斯一直在向以色列发射火箭弹，一度发射了超过2000枚导弹，这促使以色列开始摧毁这些火箭弹发射场、走私隧道和弹药储备，以防止以色列平民受到袭击。2022年，在加薩戰爭中也同樣如此，盡量以比較中立的姿態表態，這使得新加坡得以與各方都維持基本的友善氣氛。